# Power Rangers Dino Charge
Power Rangers Dino Charge is het 22ste seizoen van Power Rangers en het eerste seizoen met 10 rangers in hetzelfde team. Het werd geproduceerd door Saban Capital Group. Bij de productie werd de serie Zyuden Sentai Kyoryuger als basis gebruikt.

## Plot
Dit overzicht is mogelijk incompleet; u kunt helpen door het uit te breiden.
De rangers moeten het onder meer opnemen tegen de schurken Sledge, Fury, Poisandra en Heckyl. Een dinosaurusachtige alien met de naam Keeper speelt ook een rol.